# Euronics

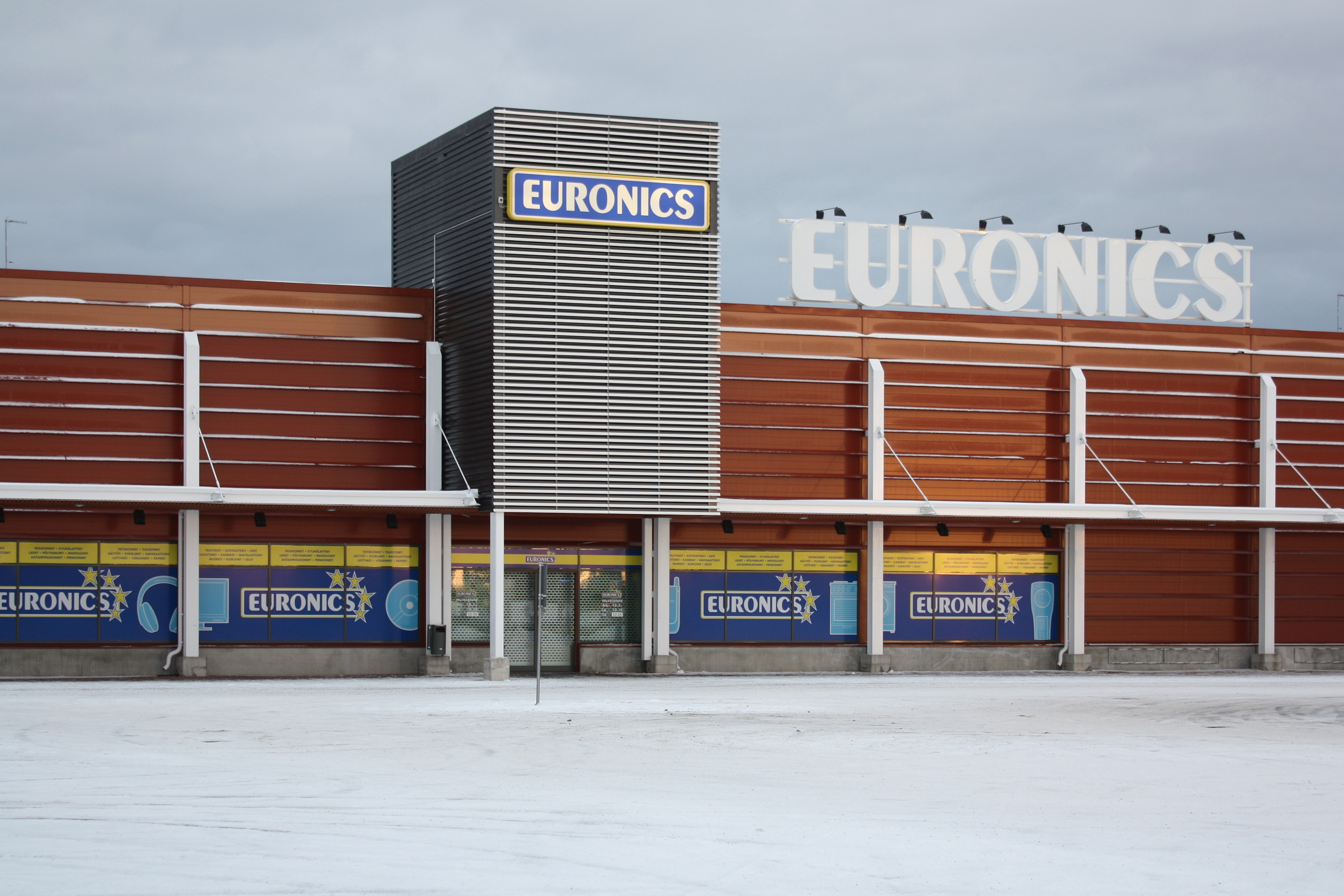
Des locaux de l'entreprise

EURONICS International Ltd. est une centrale d'achat européenne spécialisée dans la vente de produits électroniques basé à Amsterdam. 
C'est un Groupement européen d'intérêt économique, les membres d'Euronics sont tous des vendeurs indépendants.
Le groupe sert 11 500 magasins dans 35 pays d'Europe. Il sert de centrale d'achat pour les membres d'Euronics. 
En France, le groupe Euronics a été présent avec les enseignes Gitem et Euronics jusqu'en 2016. L'enseigne Gitem a ensuite poursuivie son activité de façon indépendante.
Boulanger est membre d'Euronics.